# Dusona pugillator
Dusona pugillator är en stekelart som först beskrevs av Carl von Linné 1758.  Dusona pugillator ingår i släktet Dusona och familjen brokparasitsteklar. Arten är reproducerande i Sverige. Utöver nominatformen finns också underarten D. p. validicornis.